# David Bomberg
Pour les articles homonymes, voir Bomberg.
David Garshen Bomberg est un peintre britannique né le 5 décembre 1890 à Birmingham, décédé le 19 août 1957 à Londres.

## Biographie
David Bomberg est né à Birmingham en 1890. Il a reçu une formation de lithographe avant d'étudier la peinture à Londres, à la Westminster School of Art (1908-1910) et à la Slade School of Fine Art (1911) sous la direction de Henry Tonks avec Mark Gertler, Stanley Spencer, Christopher Nevinson et Dora Carrington. Il en est renvoyé en 1913, avec l'accord de Tonks, Frederick Brown et Philip Wilson Steer en raison de ses audaces violant l'approche traditionnelle de l'école. Il fut proche du groupe des Withechapel Boys comprenant entre autres le poète-éditeur John Rodker.
En 1913 il voyage en France où il rencontre Modigliani et Picasso. Au cours des années précédant la Première Guerre mondiale, Bomberg peint une série de compositions géométriques complexes combinant les influences du cubisme et du futurisme et le situant à la périphérie des recherches vorticistes. Il y utilise un nombre limité de couleurs vives et transforme les êtres humains en formes anguleuses mécanisées. En 1917 les autorités canadiennes autorisent Bomberg à peindre un tableau pour célébrer une opération dans laquelle les soldats du génie ont éventré les défenses allemandes près du saillant de Saint-Éloi, durant la bataille de Messines. Sa peinture Soldats du génie au travail (Sappers at work - Canadian Tunnelling Company, R14, St Eloi, 1918, Imperial War Museum) est rejetée par le comité canadien qui critique le futurisme de Bomberg. Sa foi dans le machinisme est ébranlée par le traumatisme de la Grande Guerre où il sert comme soldat dans les tranchées du Front de l'Ouest.
Bomberg évolue alors vers un style plus figuratif dans les années 1920 et son travail est de plus en plus dominé par les Portraits et Paysages inspirés de la nature. Il voyage beaucoup, visitant la Palestine (1923-27), l'Espagne (1934-35), le Maroc (1930), la Grèce (1930) et la Russie (1933). De 1945 à 1953, il enseigne au Borough Polytechnic (maintenant London South Bank University) à Londres, où il a entre autres pour élèves Frank Auerbach, Leon Kossoff, Cliff Holden, Dorothy Mead, Dennis Creffield et Miles Richmond. Son style, sur le tard, est de plus en plus expressionniste.